# Хабовая система (авиация)

Пример сети маршрутов, построенной по принципу хабовой системы. Лос-Анджелес и Денвер являются хабами.

Хабовая система — система организации авиалиний, при которой маршрутная сеть строится «звездообразно», со стыковками магистральных и региональных рейсов в аэропортах-хабах. Противоположностью такой системы является построение сети из различных аэропортов, без использования хабов. Хабовая система требует для своей организации, и небольшие маломестные региональные самолеты, и крайне вместительные магистральные авиалайнеры.

## Характеристика
Хабовая система подразумевает стыковку региональных и магистральных рейсов в узловых аэропортах (хабах). Характерной особенностью хабов является удобные стыковки между региональным и магистральными рейсами с пиками прилетов и вылетов. Региональные рейсы бывают нерентабельными, поэтому в некоторых случаях магистральная авиакомпания может выплачивать денежные вознаграждения региональным авиакомпаниям за каждого транзитного пассажира, воспользовавшегося сначала региональным рейсом, а затем магистральным, совершив пересадку в хабе. Как правило, хабовая система применяется при небольших пассажиропотоках. Она позволяет концентрировать пассажиропотоки в хабах, обеспечивая высокую загруженность рейсов.

## Преимущества
Хабовая система позволяет собирать бо́льшее количество пассажиров на магистральных рейсах за счет пассажиров из региональных аэропортов, при этом обеспечивая высокую загруженность бортов. Также, хабовая система требует меньшее количество рейсов, чем при создании маршрутной сети без хабов.

## По странам

### США
FedEx стала первой авиакомпанией с хабовой системой, организовав хаб в Мемфисе в семидесятых годах. Пик своего развития хабовая система претерпевает после принятия закона о дерегулировании авиакомпаний в 1978 году. Закон позволил авиакомпаниям строить маршруты, как им угодно, а также создал свободный рынок в авиации, но при этом также привел к банкротству многих авиакомпаний, пытавшихся избегать применения хабовой системы, одной из которых была Pan Am.
Крупнейшим хабом страны, и одновременно крупнейшим аэропортом мира является аэропорт Атланты. В нём базируется в прошлом крупнейшая авиакомпания мира по пассажирообороту Delta Air Lines. Несмотря на существование авиакомпаний, использующих хабовую систему, маршрутная сеть из всех аэропортов также используется.

### Европа
На трансконтинентальных маршрутах Европа — Юго-Восточная Азия широко используется хабовая система, хотя это не отрицает большое количество рейсов из всех аэропортов, особенно у лоукостеров.

### Россия
Главным хабом страны является Москва, её доля в авиационных перевозках России составляет 45,7%. Региональные аэропорты соединены авиалиниями до Москвы, а также до региональных хабов.